# Mission San Francisco Solano

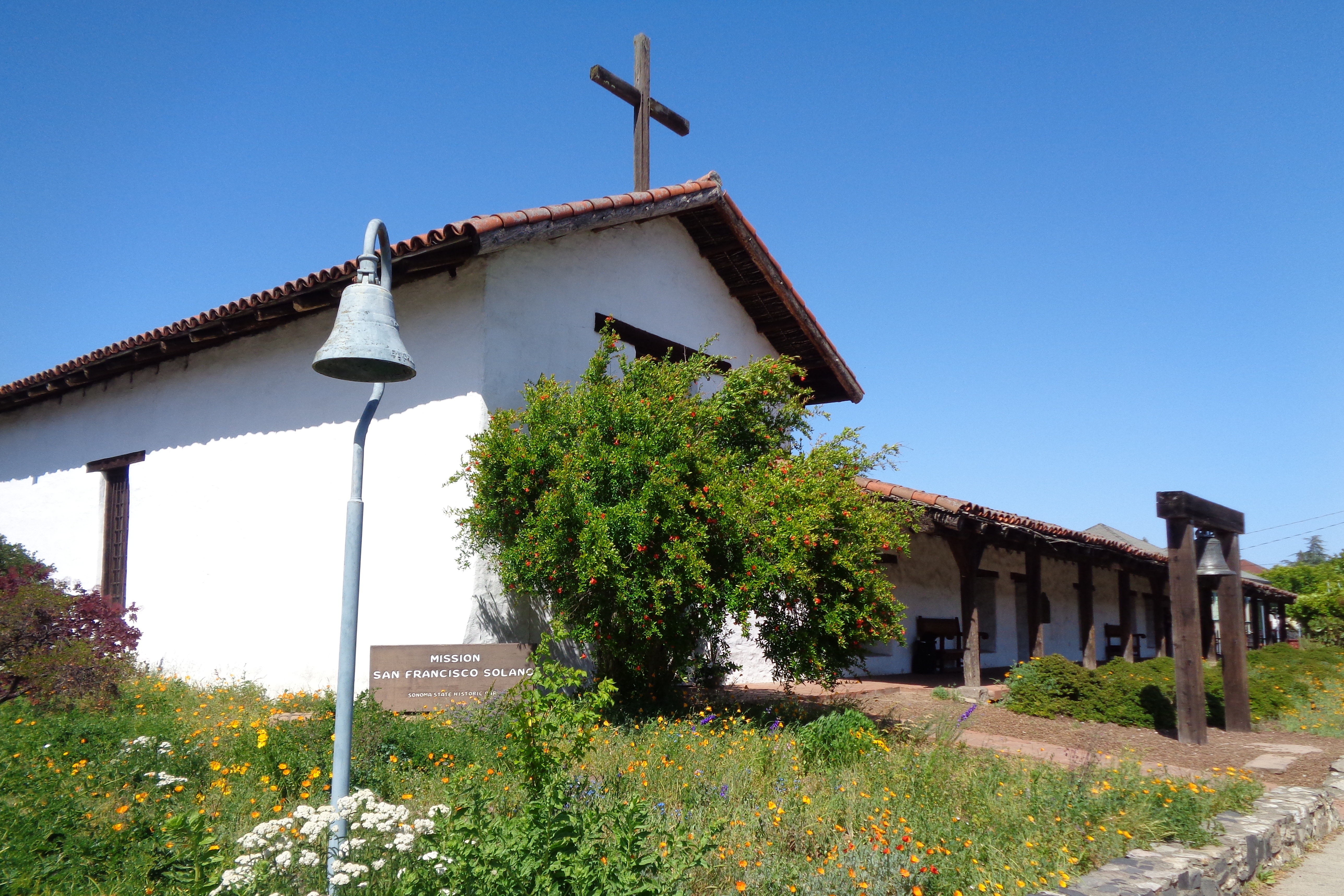
Die Mission San Francisco Solano

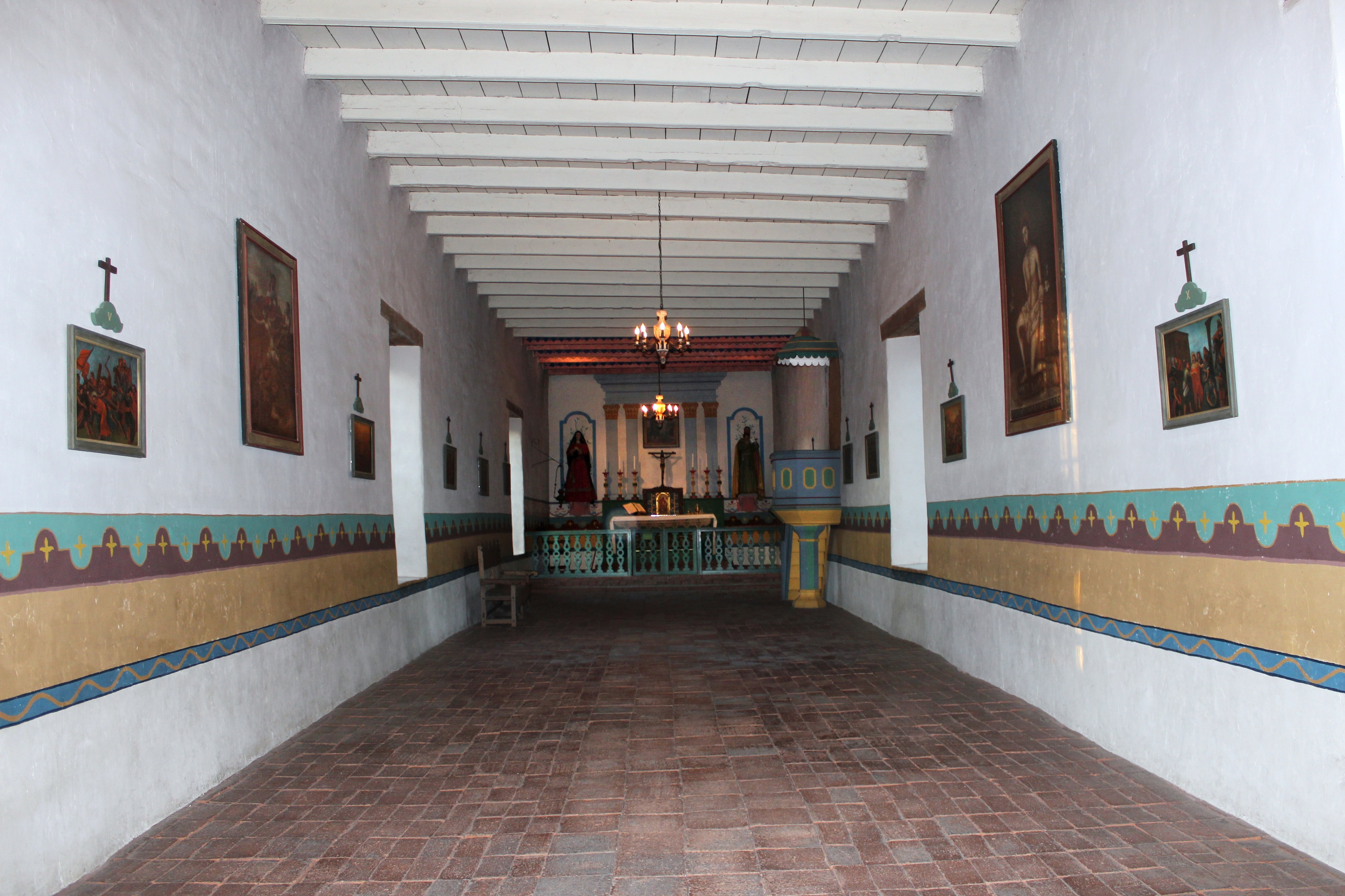
Blick in die Kirche Richtung Altar

Die Mission San Francisco Solano in Sonoma (Sonoma County) ist die nördlichste Gründung der spanischen Missionsstationen der Franziskaner im US-amerikanischen Bundesstaat Kalifornien. Die Kirche und Missionsstation sind seit 1932 als California Historical Landmark denkmalgeschützt.

## Geschichte
Die Franziskanermission von San Francisco Solano wurde am 4. Juli 1823 durch Pater José Altamira gegründet. Sie war die einzige Mission, die nach der Unabhängigkeit Mexikos von Spanien gegründet wurde, und die einzige Mission, die ohne vorherige Zustimmung der Kirchenführung durch Initiative eines einzelnen Franziskanerbruders gegründet wurde.  Nachdem jedoch der kalifornische Gouverneur Don Luis Arguello die Erlaubnis zur Gründung gegeben hatte, wurde mit dem Bau begonnen. Der Bau wurde jedoch auf Anordnung des Leiters der Missionen, Pater de Sarria, vorübergehend gestoppt, bis vereinbart wurde, dass die Mission San Francisco de Asís und die Mission San Rafael Arcángel durch die Neugründung nicht geschlossen und in ihrer Arbeit beeinträchtigt würden würden.
Bereits 1834 wurde die Mission geschlossen und die Kirche wurde Pfarrkirche, die dem Pueblo und dem Sonoma Valley diente. 1841 musste sie neu gebaut werden, um das ursprüngliche Gotteshaus zu ersetzen, das eingestürzt war. 1881 wurde die Kirche verkauft. Das Erdbeben von 1906 zerstörte die Mission, die jedoch durch die Historic Landmarks League wiederhergestellt wurde.